# 엄리대수
엄리대수(奄利大水)는 주몽신화에서 등장하는 강이다.

## 개요
부여의 추격군을 피해 도망치는 주몽이 강에 이르게되자 “나는 천제(天帝)의 아들이요, 하백(河伯)의 외손이라”고 외치니 물속에서 자라와 물고기가 떠올라서 다리를 만들어 주몽 일행이 건널 수 있걱 해줬으며, 그들이 모두 건너자 모두 흩어져 부여의 추격군들이 강을 건너지 못하게 했다고 한다.
기록에 따라서 엄체수(淹遞水), 엄체수(淹滯水), 엄리대수(奄利大水), 엄호수(奄淲水), 시엄수(施掩水), 엄사수(掩㴲水) 등 매우 다양하게 기록되어 있다.